# Tetracampe agromyzae
Tetracampe agromyzae är en stekelart som först beskrevs av Jean Risbec 1951.  Tetracampe agromyzae ingår i släktet Tetracampe och familjen raggsteklar. Inga underarter finns listade i Catalogue of Life.